# Липа (Калуський район)
Ли́па — село в Україні, у Витвицькій сільській громаді Калуського району Івано-Франківської області.

## Географія

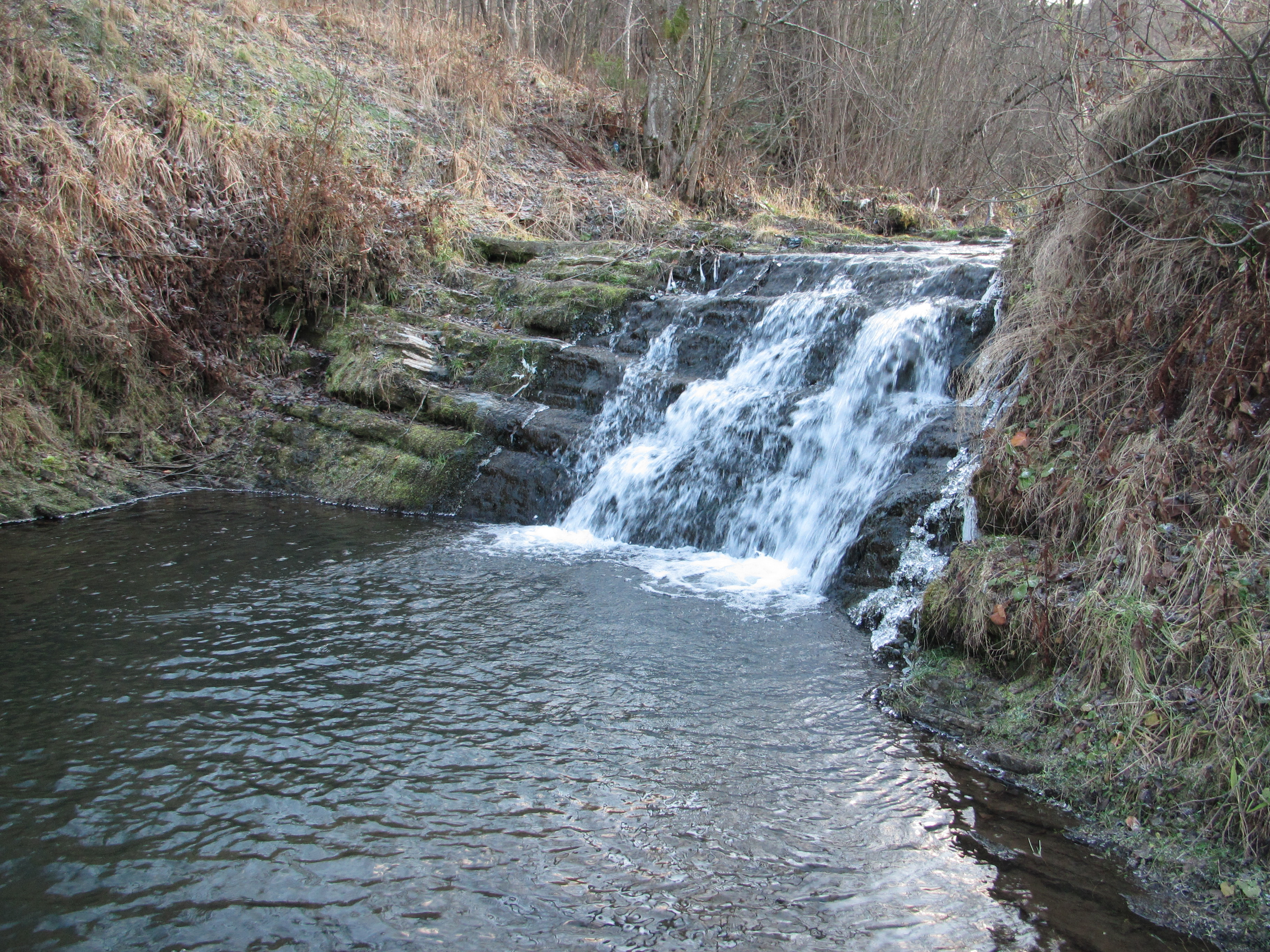
Гуркало Липівський водоспад

Селом тече однойменний струмок Липа, на якому розташований водоспад (2 м). На південному заході від села бере початок струмок Глубокій, а на південному сході — струмок Бистрий.

## Історія
Липа вперше згадується в реєстрі поголовного податку Жидачівського повіту 1662 р. Згідно з поголовним реєстром 1674 р. селом володів борецький староста Миколай Францішек Данилович.
У 1939 році в селі проживало 440 мешканців (410 українців, 5 поляків, 25 євреїв). 
15 жовтня 1944 року в більшевицькій засідці в урочищі «Глибокий» біля села Липа загинув зі всім штабом Федір Польовий, псевдо «Поль», командир старшинської школи «Олені». 
Поблизу села розташоване урочище Розтоки, гора Яворина, де з 1988 року традиційно відбувається вшанування полеглих вояків УПА. Щороку тисячі українців віддають тут данину пам'яті полеглим борцям за волю..
19 липня 2020 року, в результаті адміністративно-територіальної реформи та ліквідації Долинського району, село увійшло до складу новоутвореного Калуського району.

## Відомі особи
Народились:
- Кос Микола — визначний діяч ОУН, крайовий провідник ПЗУЗ (північно-західних українських земель).

Померли
- Ярослав Мельник — український політичний і військовий діяч, майор-політвиховник УПА, крайовий провідник ОУН Карпатського краю. Лицар Бронзового Хреста Заслуги і Золотого Хреста Заслуги 1 класу.

## Світлини

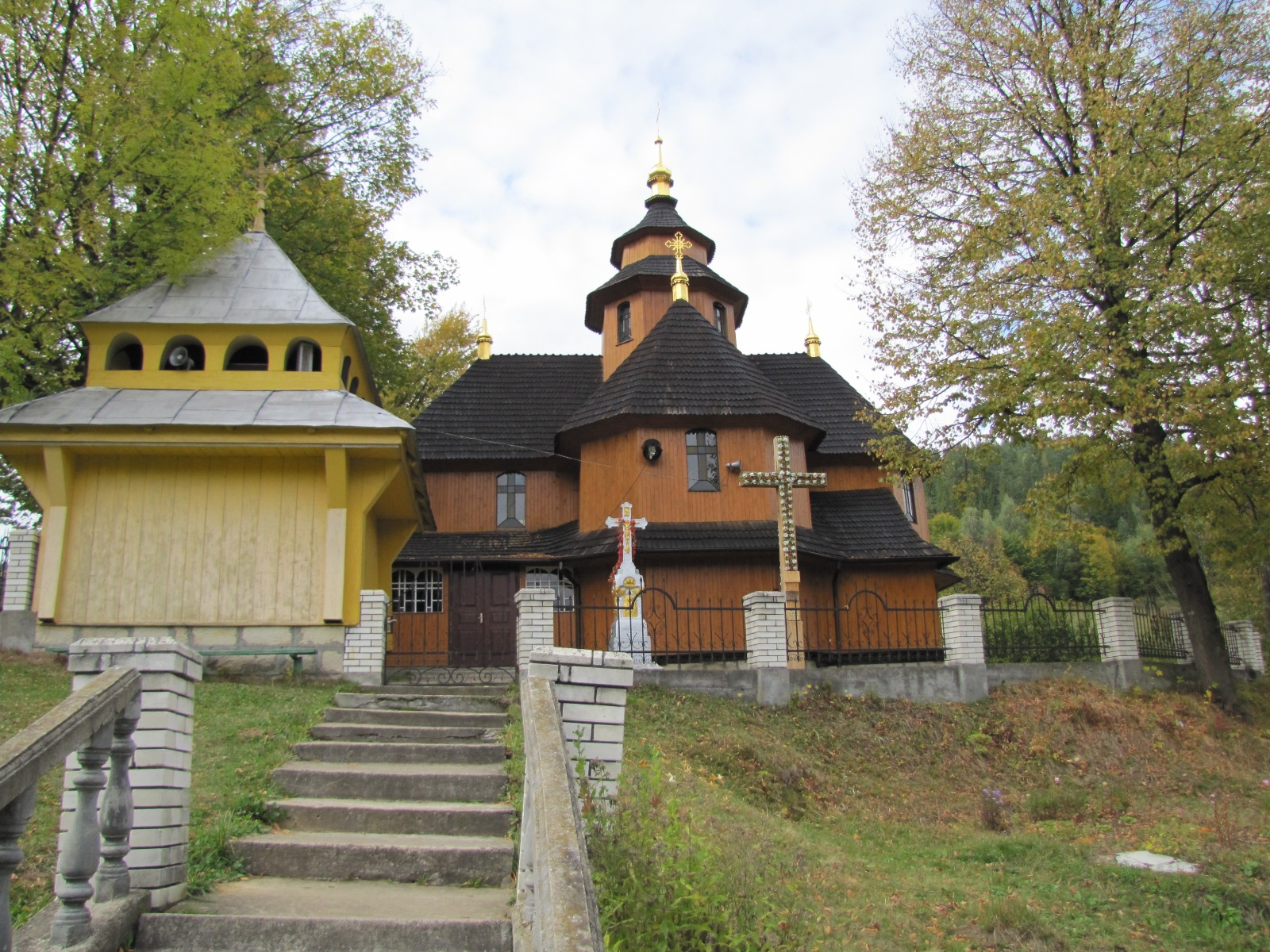
Храм Вознесіння Господнього (УГКЦ)
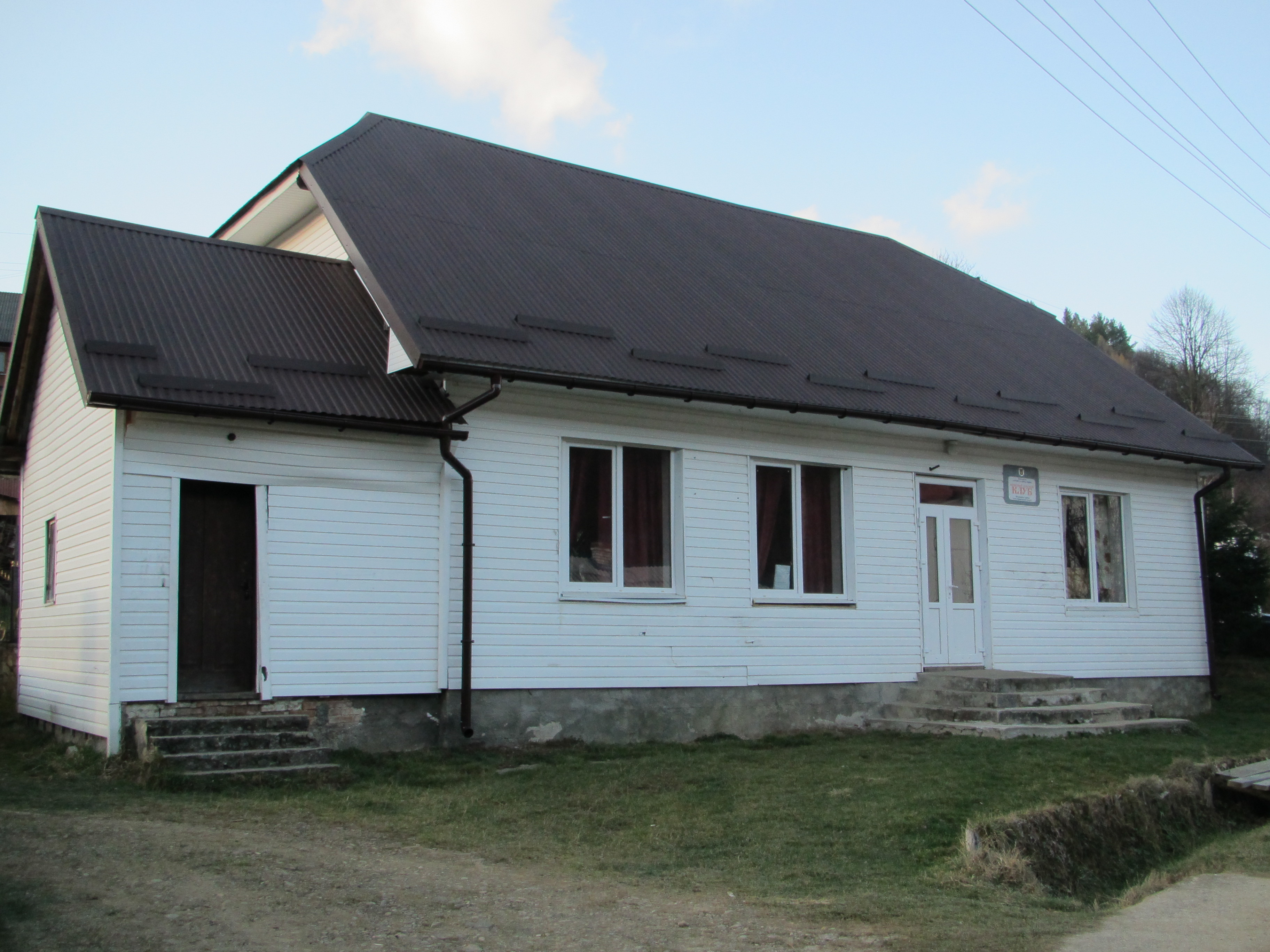
Клуб
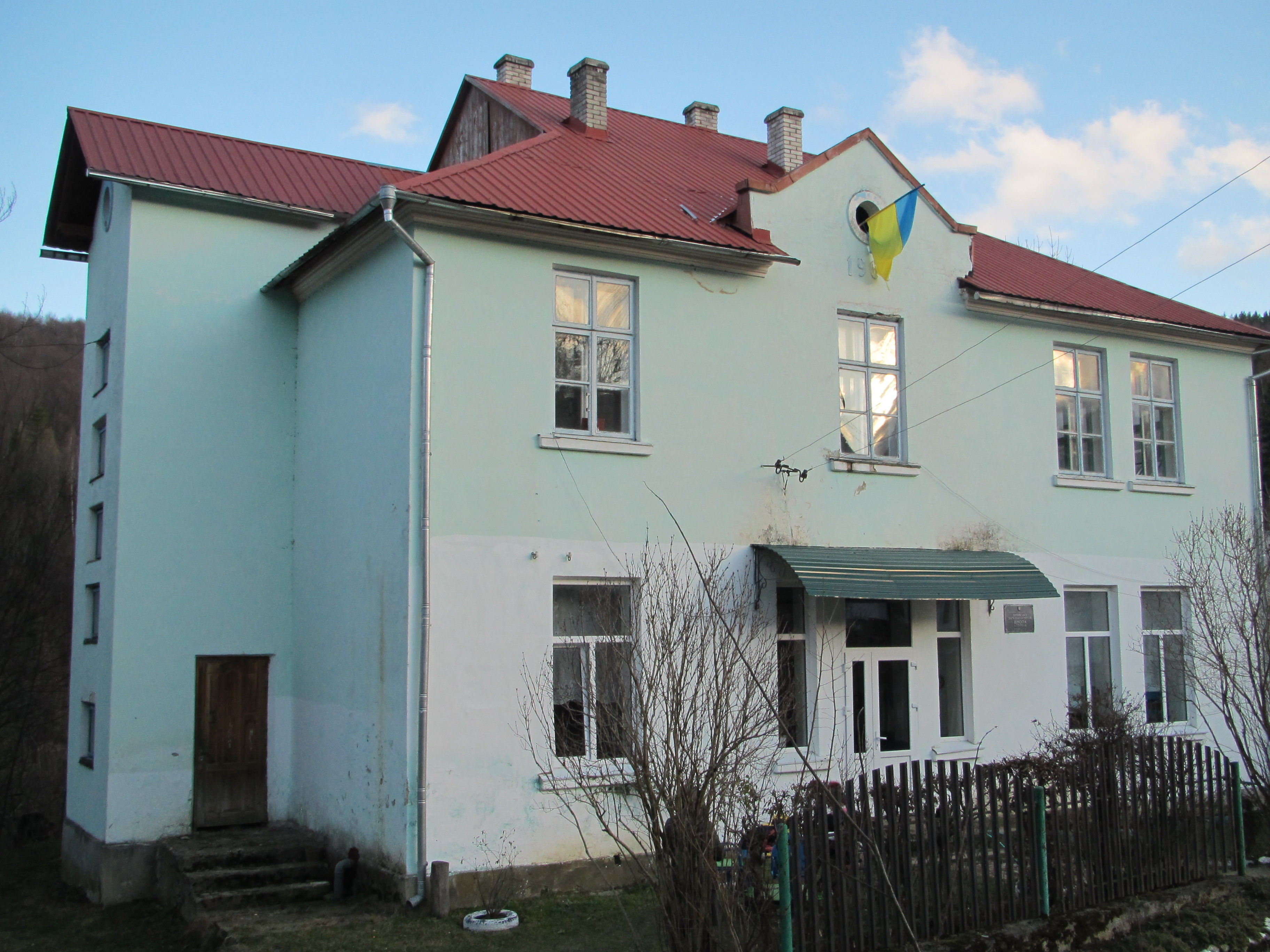
Школа
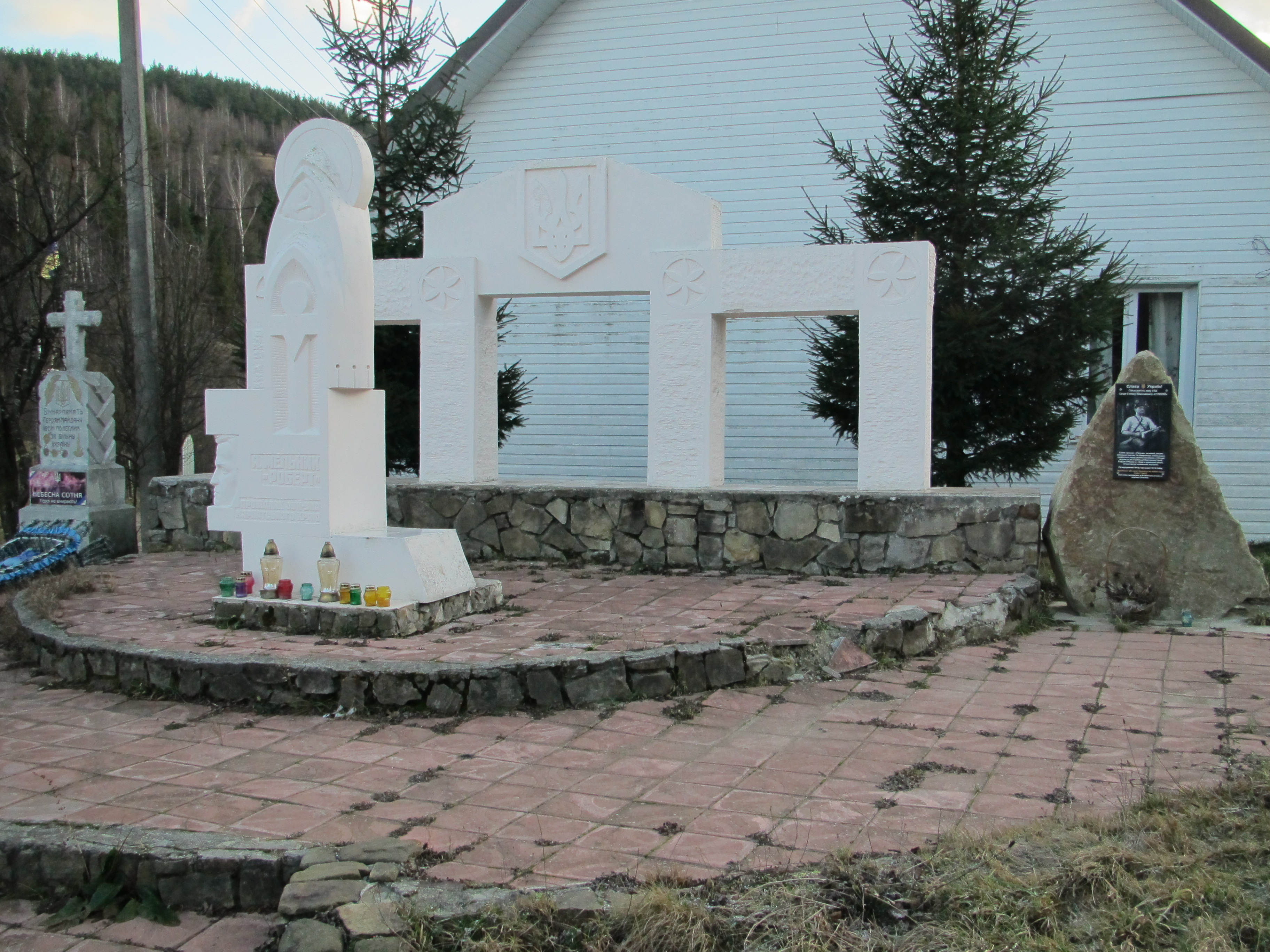
Пам'ятник
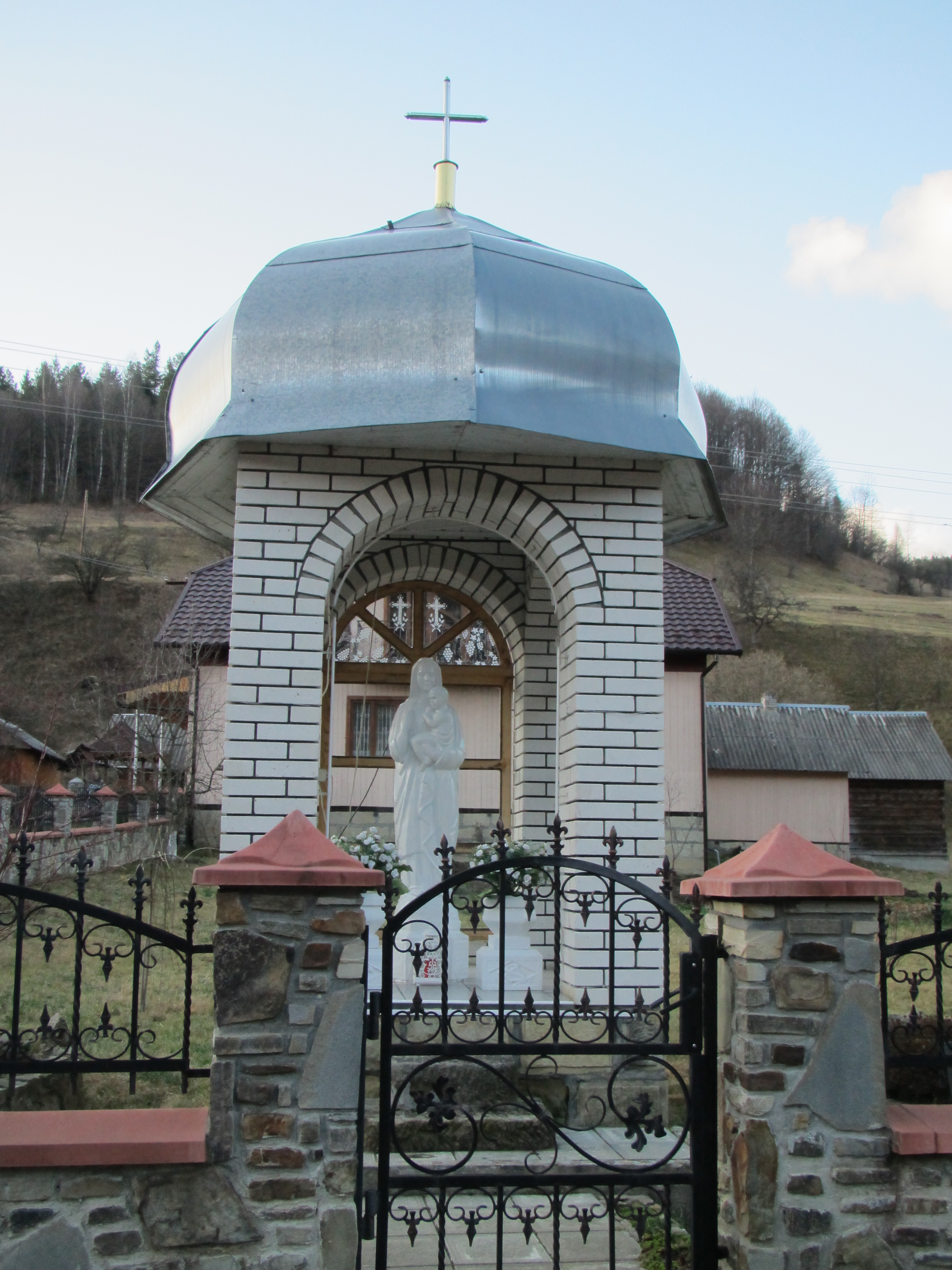
Капличка